# آسی (شهرستان بلورتسکی، باشقیرستان)
آسی (انگلیسی: Assy, Beloretsky District, Republic of Bashkortostan) یک شهرک در شهرستان بلورتسکی باشقیرستان کشور روسیه است.